# 冯·贝凯希环形山

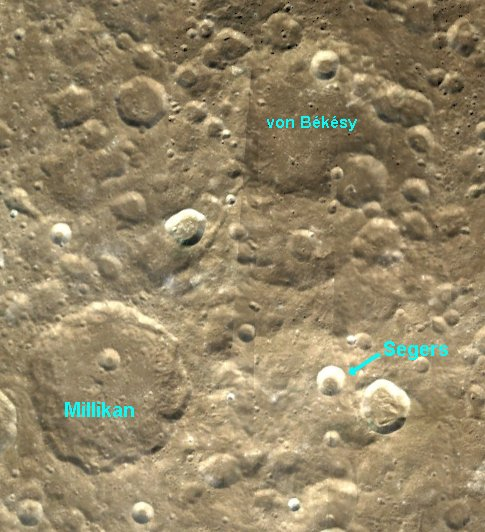
冯·贝凯希环形的周边

冯·贝凯希环形山（von Békésy）是位于月球背面北半部一座古老的大撞击坑，约形成于45.5-39.2亿年前的前酒海纪，其名称取自匈牙利裔美国物理学家、生物物理学家暨生理学家格奥尔格·冯·贝凯希（1899年-1972年），1979年被国际天文学联合会正式批准接受。

## 描述
该陨坑就坐落在从地球可观察到的月球正面东北沿后面，所处位置相对孤僻，最靠近的是北面的沃尔泰拉环形山、西南毗邻密立根环形山、小陨坑塞赫尔斯则位于它的南面。该陨坑中心月面坐标为51°54′N 126°48′E / 51.9°N 126.8°E，直径96.25公里，深度约2.85公里。
由于存续时间悠长，冯·贝凯希环形山已被后续的撞击严重侵蚀，环坑沿坐落了多座小撞击坑，其中一座最大的横跨在它的东南坑壁，而东北和西侧坑壁也覆盖有多座小陨坑。冯·贝凯希环形山坑壁最大高出周边地形1460米，陨坑内部容积约有9083立方千米。碗状的坑底相对平坦，除散布有许多微小的坑穴外，表面没有其它较醒目的地貌结构。

## 卫星陨石坑
按照惯例，最靠近冯·贝凯希环形山的卫星坑在月图上以字母标注在该坑中心点的旁边。

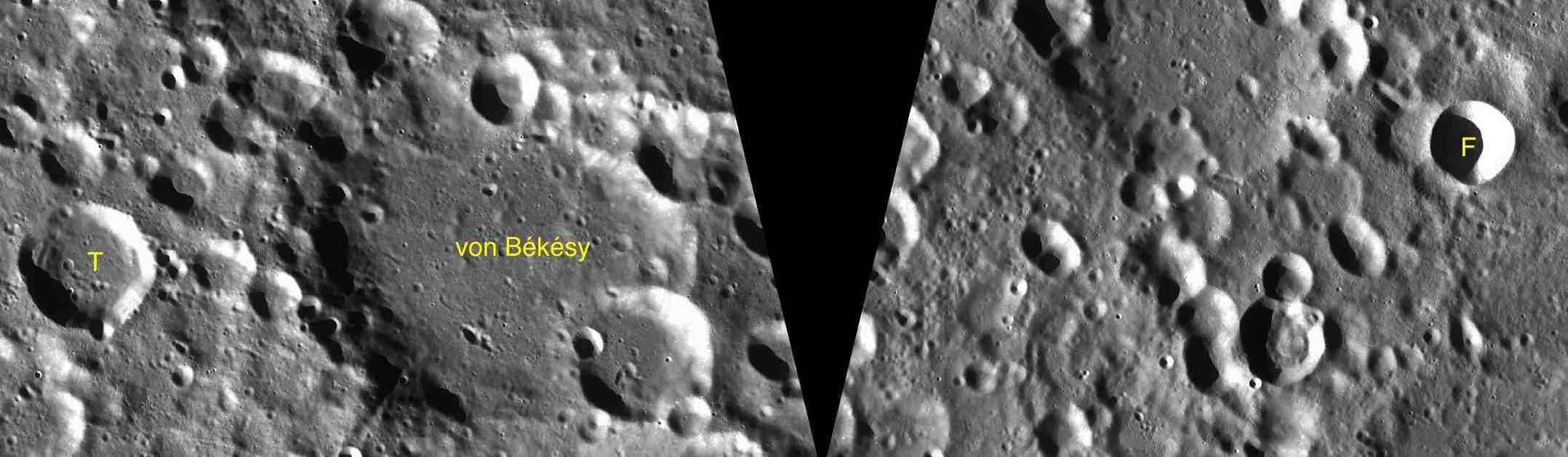
LAC-15和LAC-16拼接图

| 冯 贝凯希 | 纬度    | 经度     | 直径    |
| --------- | ------- | -------- | ------- |
| F         | 52.9° N | 137.3° E | 18 公里 |
| T         | 52.2° N | 121.9° E | 29 公里 |

## 另请参阅
- Andersson, L. E.; Whitaker, E. A. . NASA RP-1097. 1982.
- Blue, Jennifer. . USGS. July 25, 2007  [2007-08-05]. （原始内容存档于2015-05-26）.
- Bussey, B.; Spudis, P. . New York: Cambridge University Press. 2004. ISBN 978-0-521-81528-4.
- Cocks, Elijah E.; Cocks, Josiah C. . Tudor Publishers. 1995. ISBN 978-0-936389-27-1.
- McDowell, Jonathan. . Jonathan's Space Report. July 15, 2007  [2007-10-24]. （原始内容存档于2015-01-12）.
- Menzel, D. H.; Minnaert, M.; Levin, B.; Dollfus, A.; Bell, B. . Space Science Reviews. 1971, 12 (2): 136–186. Bibcode:1971SSRv...12..136M. doi:10.1007/BF00171763.
- Moore, Patrick. . Sterling Publishing Co. 2001. ISBN 978-0-304-35469-6.
- Price, Fred W. . Cambridge University Press. 1988. ISBN 978-0-521-33500-3.
- Rükl, Antonín. . Kalmbach Books. 1990. ISBN 978-0-913135-17-4.
- Webb, Rev. T. W.  6th revised. Dover. 1962. ISBN 978-0-486-20917-3.
- Whitaker, Ewen A. . Cambridge University Press. 1999. ISBN 978-0-521-62248-6.
- Wlasuk, Peter T. . Springer. 2000. ISBN 978-1-85233-193-1.